# 若西·巴特尔体育场
若西·巴特尔体育场是卢森堡的国家体育场，现为盧森堡國家足球隊主场。体育场位于盧森堡市。除足球比赛，体育场也承办橄欖球和田径赛事。
体育场1928年开始建设，1931年完工，当时的名字是市政体育场（Stade Municipal）。1990年，体育场彻底重建。1993年7月，体育场改名若西·巴特尔体育场，以纪念1952年夏季奥林匹克运动会1500米賽跑金牌得主、卢森堡唯一奥运金牌得主若西·巴特尔。
卢森堡新的国家体育场盧森堡體育場於2021年落成，完工后将取代若西·巴特尔体育场，體育場將會進行拆除及重建。